# Tanya Stephens

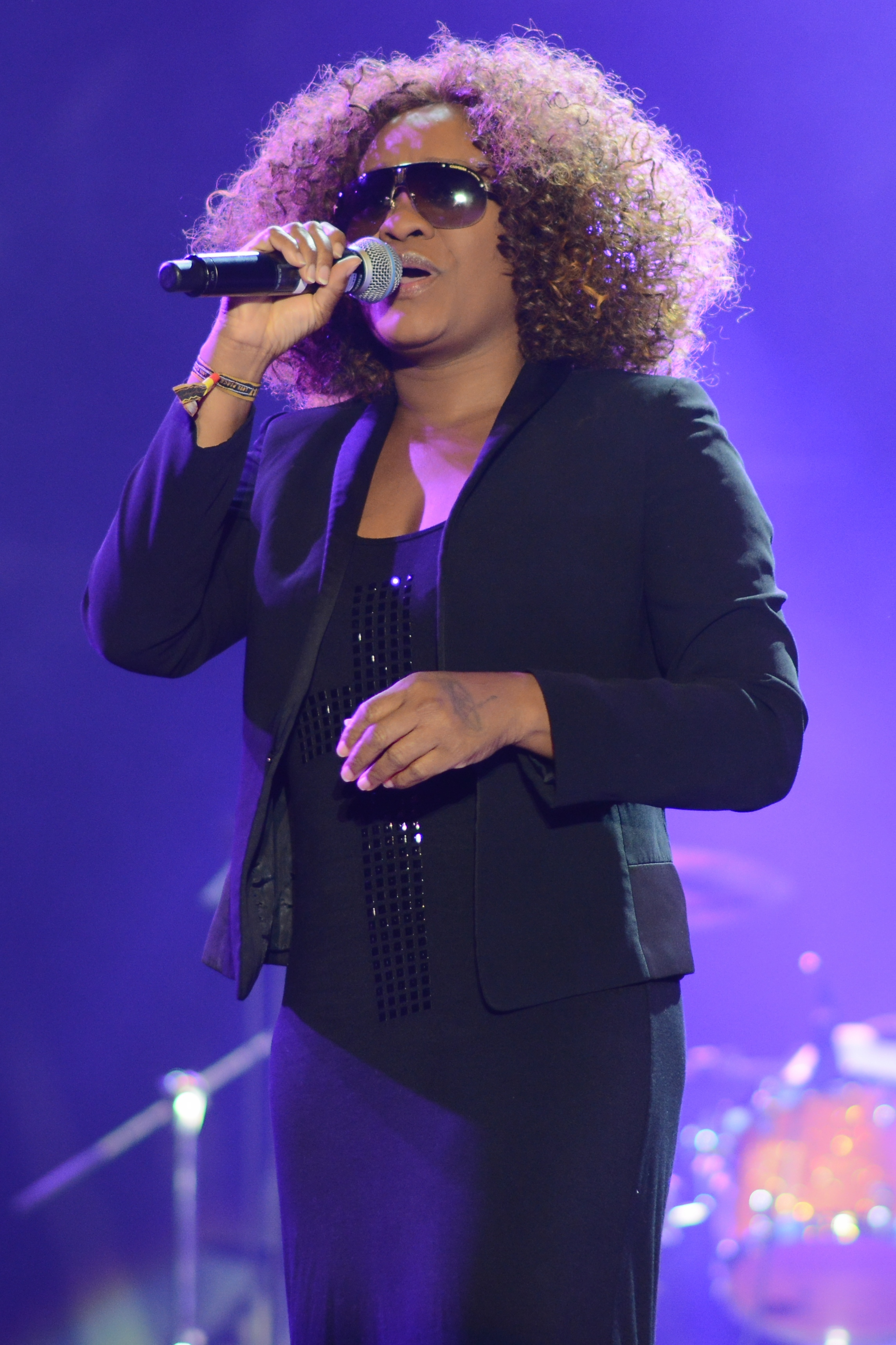
Tanya Stephens beim Ruhr Reggae Summer 2014 in Mülheim

Tanya Stephens (* 2. Juli 1973 als Vivienne Tanya Stephenson in Richmond, Saint Mary Parish, Jamaika) ist eine jamaikanische Dancehall-Reggae-Künstlerin.
Neben Lady Saw, Macka Diamond, Lady G und Ce’Cile gehört sie zu den erfolgreichsten weiblichen Dancehall-Deejays.

## Leben
Stephens besuchte die Zion Hill Primary School, dann die St. Mary’s High School und begann schon früh in ihrer Freizeit Songs zu schreiben.
Nach dem Schulabschluss ging sie nach Kingston und schickte dem Musikproduzenten und Musiker Noel Brownie eine Demokassette mit einem Song namens Dear Friend zu. Es kam zu einer Aufnahme, jedoch nicht zu einer Veröffentlichung des Songs.
In Ocho Rios stellte sie Barry O’Hare einen weiteren Titel mit dem Namen Is This For Real vor, den sie später über den Far East Riddim sang. Dieser wurde dann in eine Compilation namens Further East eingebaut und somit zu Tanya Stephens erster Songveröffentlichung. Als weitere Veröffentlichungen aus dieser Zeit sind Can't Beat The Feeling und Amazing Grace bei Apache Scratchy zu nennen.
Schließlich sang sie 1993 Big Things A Gwaan für X-Rated, mit dem sie zum ersten Mal auf sich aufmerksam machte. Nachdem sie für RUNNetherlands ihren ersten Longplayer aufnahm, gelang ihr der Durchbruch 1996 mit Yuh Nuh Ready Fi Dis Yet. Daraufhin veröffentlichte sie bei der Plattenfirma VP Records 1997 eine Zusammenstellung ihrer erfolgreichsten Songs.
In Deutschland erlangte sie erstmals größere Anerkennung durch ihre Zusammenarbeit mit der Dancehall-Truppe Seeed auf dem Album Music Monks.
Nach dem Album Sintoxicated, das sie während eines dreijährigen Aufenthalts in Schweden aufnahm, kehrte sie nach Jamaika zurück.
2004 veröffentlichte Tanya Stephens ihr bisher erfolgreichstes Album Gangsta Blues.
Tanya Stephens ist mit ihrem Produzenten Andrew Henton liiert, dem Sohn des Produzenten „Computer Paul“ Henton. Sie hat eine Tochter.

## Diskographie

### Singles
- Yuh Nuh Ready Fi Dis Yet
- Draw fi Mi Finger
- Freaky Type
- Cry and Bawl
- Boom Wuk
- These Streets
- Dance 4 Me
- It's a pity
- Double Soul (mit Seeed)
- Such a Pity (mit Vandal)

### Alben
- 1994 Big Things A Gwaan (RUNNetherlands)
- 1997 Work Out (Joe Gibbs 21st Century)
- 1997 Too Hype (VP)
- 1998 Ruff Rider (VP)
- 2001 Sintoxicated (Warner Music Sweden)
- 2004 Gangsta Blues (VP)
- 2006 Rebelution (VP)
- 2010 Infallible
- 2013 Guilty
- 2022 Some Kinda Madness